# Арикти
Арикти́ (каз. Арықты) — село у складі Коргалжинського району Акмолинської області Казахстану. Адміністративний центр Ариктинського сільського округу.
Населення — 619 осіб (2021; 911 у 2009, 1328 у 1999, 1755 у 1989).
Національний склад станом на 1989 рік:
- казахи — 69 %.